# Editorial Casal i Vall
Editorial Casal i Vall fou una editorial i impremta fundada a Andorra el 1956 per Narcís Casal i Vall i els seus germans Jacint, Jaume i Joan Casal i Vall. Primera editorial andorrana, inicialment va editar llibres d'assaig religiós (col·lecció "Yo sé - Yo creo. Enciclopedia del Católico del Siglo XX"), tot i que treballà també com a impremta de tercers. Ubicada al començament a Sant Julià de Lòria, es traslladà el 1961 a Andorra la Vella. En català va publicar les col·leccions «Monumenta Andorrana», dedicada a la cultura, el dret i l'art andorrans, i «Jalons», la Bíblia de Montserrat i el Nou Testament. Va imprimir les edicions tercera, quarta i cinquena del Diccionari general de la llengua catalana de Pompeu Fabra (1962, 1966 i 1968). L'editorial estigué activa fins al 1975 encara que la seva darrera edició fou el 1988 amb el Diccionari trilingüe Català-Castellà-Francès de Josep Miracle.